# Paul MacDonald
Christopher Paul (Paul) MacDonald (Auckland 8 januari 1960) is een Nieuw-Zeelands kanovaarder. 
MacDonald won samen met Ian Ferguson de gouden medaille in de K2 500 meter en K-4 1.000 meter tijdens de Olympische Zomerspelen 1984 in het Amerikaanse Los Angeles. Vier jaar later tijdens de Olympische Zomerspelen 1988 prolongeerde MacDonald samen Ferguson hun titel op de K-2 500 meter, op de K-2 1.000 meter moesten zij genoegen nemen met de zilveren medaille op 29 honderdste van het goud, verder MacDonald de bronzen medaille op de K-1 500 meter.
Op de wereldkampioenschappen won MacDonald won zes medailles drie gouden en drie zilveren. In 1985 werd MacDonald wereldkampioen op de K-2 500 meter en twee jaar later werd MacDonald zowel wereldkampioen op de K-1 500 meter als op de K-2 1.000 meter.

## Belangrijkste resultaten

### Olympische Zomerspelen
| Editie | Plaats      | Resultaten                          |
| ------ | ----------- | ----------------------------------- |
| 1984   | Los Angeles | K-2 500m K-4 1.000m                 |
| 1988   | Seoel       | K-2 500m K-2 1.000 m K-1 500m       |
| 1992   | Barcelona   | halve finale K-2 500m 8e K-2 1.000m |

### Wereldkampioenschappen vlakwater
| Jaar | Plaats   | Resultaten                      |
| ---- | -------- | ------------------------------- |
| 1982 | Belgrado | K-2 500m                        |
| 1985 | Mechelen | K-2 500m                        |
| 1987 | Duisburg | K-1 500m · K-2 1000m · K-2 500m |
| 1990 | Poznań   | K-2 10.000m                     |

1976: Joachim Mattern & Bernd Olbricht ·
1980: Vladimir Parfenovitsj & Sergej Tsjoechrai ·
1984: Ian Ferguson & Paul MacDonald ·
1988: Ian Ferguson & Paul MacDonald ·
1992: Kay Bluhm & Torsten Gutsche ·
1996: Kay Bluhm & Torsten Gutsche ·
2000: Zoltán Kammerer & Botond Storcz ·
2004: Ronald Rauhe & Tim Wieskötter ·
2008: Saúl Craviotto & Carlos Pérez ·
2024: Max Lemke & Jacob Schopf
1964: Anatoli Grisjin & Vjatsjeslav Ionov & Vladimir Morozov & Nikolai Tsjoezjikov ·
1968: Steinar Amundsen & Tore Berger & Jan Johansen & Egil Søby ·
1972: Valeri Didenko & Joeri Filatov & Vladimir Morozov & Joeri Stetsenko ·
1976: Aleksandr Degtjarev & Joeri Filatov & Vladimir Morozov & Sergej Tsjoechrai ·
1980: Bernd Duvigneau & Rüdiger Helm & Harald Marg & Bernd Olbricht ·
1984: Grant Bramwell & Ian Ferguson & Paul MacDonald & Alan Thompson ·
1988: Attila Ábrahám & Ferenc Csipes & Zsolt Gyulay & Sándor Hódosi ·
1992: Mario von Appen & Oliver Kegel & Thomas Reineck & André Wohllebe ·
1996: Detlef Hofmann & Thomas Reineck & Olaf Winter & Mark Zabel ·
2000: Gábor Horváth & Zoltán Kammerer & Botond Storcz & Ákos Vereckei ·
2004: Gábor Horváth & Zoltán Kammerer & Botond Storcz & Ákos Vereckei ·
2008: Abalmasaw & Litvintsjoek & Machnew & Pjatroesjenka ·
2012: Jacob Clear & Dave Smith & Tate Smith & Murray Stewart ·
2016: Marcus Groß & Max Hoff & Tom Liebscher & Max Rendschmidt